# Mestosoma escaramucense
Mestosoma escaramucense är en mångfotingart som först beskrevs av Christoph D. Schubart 1944.  Mestosoma escaramucense ingår i släktet Mestosoma och familjen orangeridubbelfotingar. Inga underarter finns listade i Catalogue of Life.